# Corredor Metropolitano São Mateus–Jabaquara

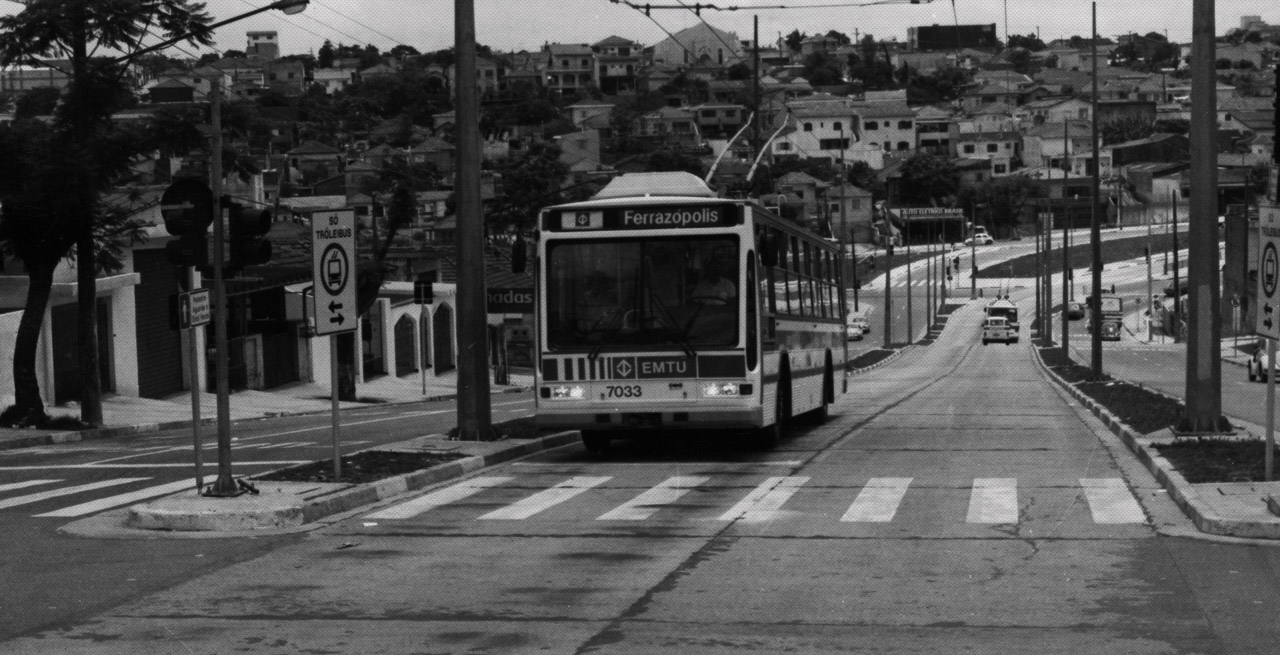
Corredor metropolitano em dezembro de 1988

O Corredor Metropolitano São Mateus - Jabaquara, também conhecido como Corredor Metropolitano ABD ou apenas Corredor ABD, é um corredor de ônibus que liga a cidade de São Paulo à Região do ABC Paulista com vias exclusivas, gerenciado pela ARTESP e operado pela Next Mobilidade. Faz parte da Rede Metropolitana de Transporte de São Paulo. 

## História

### Projeto
O primeiro projeto para o corredor de trólebus entre São Paulo e a região do ABC Paulista surgiu em 1974 quando a prefeitura de São Paulo lançou o programa Sistran. Uma de suas fases previa a construção de um corredor de trólebus entre São Paulo, Santo André, São Bernardo do Campo e Diadema, num traçado similar ao atual.
Posteriormente o governo do estado de São Paulo, por meio da recém criada Empresa Metropolitana de Transportes Urbanos de São Paulo (EMTU) pela gestão Egydio, assinou um convênio com a Empresa Brasileira de Transportes Urbanos e lançou em 1979 o projeto do Corredor Viário ABD. A dissolução da EMTU pela gestão Paulo Maluf atrasou a implantação do projeto do Corredor ABD. O projeto foi retomado apenas na gestão Montoro.

### Construção
Os primeiros contratos foram assinados em 25 de abril de 1986 e as obras foram divididas da seguinte forma:
| Trecho                                                        | Extensão                           | Construtora | Início da obra      | Término               |
| ------------------------------------------------------------- | ---------------------------------- | ----------- | ------------------- | --------------------- |
| São Mateus - Santo André Leste                                | 6,9 km                             | Vega-Sopave | c. 1986             | 3 de dezembro de 1988 |
| Santo André Oeste - São Bernardo - Ferrazópolis - Piraporinha | 20 km                              | CBPO        | c. 1986             | 3 de dezembro de 1988 |
| Piraporinha – Jabaquara                                       | 5,7 km                             | Convap      | c. 1986             | setembro de 1990      |
| Terminal São Mateus                                           | 26.600 m² 13.600 m² (área coberta) | N/D         | c. 1987             | 3 de dezembro de 1988 |
| Terminal Sônia Maria                                          | 6.600 m² 3.500 m² (área coberta)   | ECISA       | 25 de abril de 1986 | setembro de 1990      |
| Terminal Piraporinha                                          | 6.300 m² 4.700 m² (área coberta)   | ECISA       | 25 de abril de 1986 | setembro de 1990      |
| Terminal Santo André Leste                                    | 25.500 m² 6.300 m² (área coberta)  | Passarelli  | 25 de abril de 1986 | setembro de 1990      |
| Terminal Santo André Oeste                                    | 13.800 m² 6.800 m² (área coberta)  | Constecca   | 25 de abril de 1986 | setembro de 1990      |
| Terminal Ferrazópolis                                         | 18.200 m² 8.500 m² (área coberta)  | Badra       | 25 de abril de 1986 | 3 de dezembro de 1988 |
| Terminal Diadema                                              | 14.700 m² 8.300 m² (área coberta)  | Civila      | 25 de abril de 1986 | setembro de 1990      |
| Terminal São Bernardo                                         | 9.100 m² 5.800 m² (área coberta)   | CBPO        | c. 1987             | setembro de 1990      |
| Terminal Jabaquara                                            | 11.000 m² 6.600 m² (área coberta)  | Convap      | c. 1987             | setembro de 1990      |
| Centro de Controle Operacional e Manutenção (Cecom)           | 75.000 m² 20.000 m² (área coberta) | CBPO        | c. 1986             | 3 de dezembro de 1988 |

A implantação do corredor de trólebus valorizou parte da região e incentivou a especulação imobiliária em alguns pontos, como a implantação de edifícios residenciais e até uma unidade do Mappin em Santo André Antes de deixar o cargo Montoro inaugurou simbolicamente um pequeno trecho de 3 quilômetros do corredor de trólebus em 9 de março de 1987, sendo ironizado por parte da imprensa ao inaugurar uma obra que não poderia funcionar. Na gestão seguinte, de Quércia, as obras foram inauguradas outras duas vezes. Com a implantação do Plano Cruzado II, as obras sofreram 8 aditivos de contrato e sofreram grande atraso. Previstas para serem concluídas em 1987, apenas o trecho São Mateus entre o Terminal Ferrazópolis e Terminal São Mateus foi aberto para testes em 12 de novembro de 1988, com sua operação realizada pela Companhia do Metropolitano de São Paulo (empresa subsidiária da EMTU). Em 3 de dezembro de 1988, o governador Quércia inaugurou esse trecho oficialmente. No dia da inauguração, um Fusca invadiu o corredor e colidiu com um trólebus. O acidente causou a morte dos quatro ocupantes do Fusca. Posteriormente o Metrô passou a fiscalizar e inibir as invasões de veículos com a circulação de Kombis como escolta de trólebus.
O trecho restante foi inaugurado em 1990. A partir deste momento, começou a atender importantes cidades da região do ABC Paulista (Diadema, São Bernardo do Campo, Santo André e Mauá), em São Paulo.

### Operação e concessão
Em 21 de maio de 1997 a EMTU-SP fez a primeira concessão no transporte público do país, com a transferência oficial da operação do Corredor Metropolitano São Mateus - Jabaquara, para a Concessionária Metra, por 20 anos. A Metra também ficou responsável pela manutenção e conservação da infra-estrutura e do sistema viário. Contratos mais longos, permitiram maiores investimentos da Concessionárias no sistema, com a aquisição de novos equipamentos (veículos articulados com ar-condicionado) e a recuperação e manutenção dos terminais e pavimento rígido.

### Hoje
Nas suas vias exclusivas, circulam ônibus a diesel, híbridos, e trólebus. Em 2007 o Ônibus movido a etanol foi incluído na frota para realização de testes durante 1 ano. Futuramente o Ônibus com Célula a Combustível Hidrogênio. Possui uma extensão total de 33 quilômetros, dotado de vias segregadas ao trânsito. Hoje é referência nacional e internacional para o setor, tendo recebido (entre outras visitas), em Julho de 2007, a visita de Executivos do Departamento de Transporte e Serviços Públicos da província de Western Cape, na África do Sul.
Em 2024, foram entregues os primeiros ônibus movidos à bateria, 10 unidades do Caio e-Millennium, que possui eletrificação Eletra.

## Linhas
As linhas do corredor atendem 4 dos 7 municípios da Região do Grande ABC, sendo eles: Santo André, São Bernardo do Campo, Mauá e Diadema, além de atender os distritos de Jabaquara e São Mateus, na capital.

## Frota
| Série | Prefixos  | Modelo                              | Ano Fab.  | Ano Oper. | Tipo             | Mecânica                         | Notas |
| ----- | --------- | ----------------------------------- | --------- | --------- | ---------------- | -------------------------------- | --- |
| 5400  | 5400/5439 | Caio Millennium III                 | 2010      | 2010      | Diesel           |                                  | Algumas Unidades Desativadas |
| 5500  | 5500      | Caio Millennium II                  | 2011      | 2012      | Trólebus         | Scania K270 IB                   | |
| 7000  | 7047/7068 | Marcopolo Torino                    | 1986      | 1996      | Trólebus         | Volvo B58                        | Comprados do Governo de Minas Gerais, anteriormente iriam operar no sistema de Trólebus de Belo Horizonte, que não saiu do papel. / 7064 Desativado |
| 7400  | 7400/7402 | Caio Millennium II                  | 2009      | 2009      | Trólebus         | Mercedes-Benz O-500U             | |
| 8000  | 8050      | Caio Millennium II (Articulado)     | 2010      | 2010      | Diesel           | Scania K310UA                    | |
| 8000  | 8051      | Caio Millennium BRT (Articulado)    | 2013      | 2013      | Diesel           | Scania K310UA                    | |
| 8100  | 8101/8110 | Marcopolo Torino GV (Articulado)    | 1998      | 1998      | Trólebus         | Volvo B10M                       | |
| 8100  | 8111      | Caio Millennium II (Articulado)     | 2008      | 2024      | Trólebus         | Mercedes-Benz O-500UA            | Originalmente movido à Diesel |
| 8100  | 8150/8154 | Busscar Urbanuss Pluss (Articulado) | 2001      | 2001      | Trólebus         | Volvo B10M                       | Originalmente movidos à Diesel |
| 8100  | 8160/8190 | Caio Millennium BRT (Articulado)    | 2013/2016 | 2013/2016 | Trólebus         | Mercedes-Benz O-500UA            | 8181 e 8188 Desativados |
| 8200  | 8200/8210 | Caio Millennium II (Articulado)     | 2008      | 2008      | Diesel           | Mercedes-Benz O-500UA            | |
| 8200  | 8250/8274 | Caio Millennium BRT (Articulado)    | 2016      | 2016      | Diesel           | Volvo B340M                      | |
| 8300  | 8301/8330 | Caio Millennium BRT (Articulado)    | 2013      | 2013      | Diesel           | Mercedes-Benz O-500UDA Bluetec 5 | |
| 8300  | 8331/8360 | Caio Millennium V (Articulado)      | 2023      | 2023      | Diesel           | Mercedes-Benz O-500UDA Bluetec 5 | |
| 8300  | 8361/8381 | Caio Millennium V (Articulado)      | 2024      | 2024      | Diesel           | Mercedes-Benz O-500UDA Bluetec 6 | |
| 8400  | 8401      | Caio Millennium III                 | 2016      | 2016      | Trólebus/Híbrido | Mercedes-Benz O-500UDA Bluetec 5 | DualBus |
| 8600  | 8600/8609 | Caio eMillennium (Articulado)       | 2024      | 2024      | Elétrico         | Mercedes-Benz O-500UDA - Eletra  | |

## Passageiros transportados
| Ano   | Passageiros | Empresa      | Ano   | Passageiros   | Empresa      |
| ----- | ----------- | ------------ | ----- | ------------- | ------------ |
| 1988  | 1 251 361   | EMTU (Metrô) | 2006  | 64 000 000    | EMTU (Metra) |
| 1989  | 24 378 724  | EMTU (Metrô) | 2007  | 70 000 000    | EMTU (Metra) |
| 1990  | 30 122 347  | EMTU (Metrô) | 2008  | 79 000 000    | EMTU (Metra) |
| 1991  | 50 728 931  | EMTU (Metrô) | 2009  | 78 000 000    | EMTU (Metra) |
| 1992  | 59 596 840  | EMTU (Metrô) | 2010  | 81 000 000    | EMTU (Metra) |
| 1993  | 60 467 757  | EMTU (Metrô) | 2011  | 83 100 000    | EMTU (Metra) |
| 1994  | 61 888 674  | EMTU (Metrô) | 2012  | 87 200 000    | EMTU (Metra) |
| 1995  | 71 554 696  | EMTU (Metrô) | 2013  | 88 100 000    | EMTU (Metra) |
| 1996  | 71 674 958  | EMTU (Metrô) | 2014  | 88 900 000    | EMTU (Metra) |
| 1997  | 71 545 526  | EMTU (Metra) | 2015  | 88 100 000    | EMTU (Metra) |
| 1998  | 68 607 105  | EMTU (Metra) | 2016  | 83 300 000    | EMTU (Metra) |
| 1999  | 59 728 696  | EMTU (Metra) | 2017  | 80 500 000    | EMTU (Metra) |
| 2000  | 58 710 289  | EMTU (Metra) | 2018  | 77 600 000    | EMTU (Metra) |
| 2001  | 61 463 040  | EMTU (Metra) | 2019  | 75 900 000    | EMTU (Metra) |
| 2002  | 61 082 245  | EMTU (Metra) | 2020  | 50 600 000    | EMTU (Metra) |
| 2003  | 59 778 959  | EMTU (Metra) | 2021  | 57 000 000    | EMTU (Metra) |
| 2004  | 61 000 000  | EMTU (Metra) | 2021  | 57 000 000    | EMTU (Metra) |
| 2005  | 62 000 000  | EMTU (Metra) | 2022  | 68 200 000    | EMTU (Next)  |
| Total | Total       | Total        | Total | 2 270 450 063 |              |